# La Barge (Wyoming)
Pour les articles homonymes, voir Barge.
La Barge est une municipalité américaine située dans le comté de Lincoln au Wyoming.
Lors du recensement de 2010, sa population est de 551 habitants. La municipalité s'étend sur 1,00 milles carrés (2,59 km2), dont 0,03 milles carrés (0,08 km2) d'étendues d'eau.